# Колпашевский учительский институт
Колпашевский государственный учительский институт — высшее учебное заведение в Колпашево, существовавшее с 1940 по 1956 год для подготовки педагогических кадров.

## История
22 июня 1940 года Постановлением Совета народных комиссаров СССР и приказом Народного комиссариата просвещения РСФСР в городе Колпашево на базе Колпашевского педагогического училища был создан Колпашевский государственный учительский институт. С 1 сентября 1940 года был начат учебный процесс в институте. В структуре института было создано два учебных отделения: языка и литературы и физико-математическое. На отделении языка и литературы было набрано пятьдесят три студента,  на физико-математическом отделении — тридцать студентов. Всего на первый курс института было набрано сто двадцать человек.
В 1941 году в период начала Великой Отечественной войны  Колпашевский государственный учительский институт был слит с Новосибирским государственным педагогическим институтом эвакуированный из Новосибирска в город Колпашево. В состав профессорско-педагогического состава Колпашевского института вошли преподаватели из Новосибирского института, в числе которых был в том числе и профессор А. П. Дульзон.
С 1943 года после того как Новосибирский педагогический институт вновь был отправлен на постоянное место дислокации в город Новосибирск, Колпашевский государственный учительский институт вновь стал функционировать как  самостоятельное высшее учебное заведение. В структуре института были созданы три учебных отделения (факультета): естественно-географическое, физико-математическое и языка и литературы, преобразованное в 1944 году в историко-филологическое. В 1946 году на базе историко-филологического отделения были созданы два самостоятельных отделения: историческое и литературное, тем самым в структуре института начали функционировать четыре учебных отделения.
1 сентября 1956 года на основании приказа по Министерству просвещения РСФСР № 202 Колпашевский государственный учительский институт  был закрыт. За время своего существования из его стен вышло более тысячи педагогических кадров, работавших в системе образования Томской области и РСФСР.

## Известные выпускники
- Липатов, Виль Владимирович — писатель, сценарист и прозаик, журналист и специальный корреспондент[7]